# Geradenbündel (Elementargeometrie)
Als Geradenbündel bezeichnet man in der synthetischen projektiven Geometrie die Menge aller Geraden, die durch einen Punkt gehen. Der Punkt heißt Träger des Geradenbündels. Das Geradenbündel ist ein Grundgebilde zweiter Stufe.
Ist der Träger ein Fernpunkt, so liegen alle Bündelgeraden parallel (Parallelgeradenbündel). In diesem Fall enthält das Geradenbündel neben den gewöhnlichen parallelen Geraden auch ein Geradenbüschel aus Ferngeraden. Es sind die Ferngeraden derjenigen Ebenen, die durch Bündelgeraden gehen.
Zwei Geradenbündel haben stets genau eine Gerade gemeinsam.